# 鵜飼武彦
鵜飼 武彦（うかい たけひこ、1939年12月21日 - ）は、日本の慈善活動家。男性。
滋賀県甲賀市出身。甲賀忍者甲賀二十一家荘内三家の内の一家鵜飼党本家鵜飼孫六の直系16代目、勝山より7代目、玄達より11代目、鵜飼舎杖より12代目の直系の子孫。生家は代々医家（博天堂医院）を営む。15代鵜飼晃の3男としてに生まれる。滋賀県立膳所高等学校を卒業後、株式会社高島屋に就職。一般社団法人恵水会、株式会社恵水会等を運営し障がい者福祉に尽力している。

## 学歴
- 昭和33年、滋賀県立膳所高校卒業
- 昭和39年、関西大学経済学部卒業 学士号
- 平成18年、岐阜大学大学院地域科学部修了。修士号を取得。

## 職歴
高校卒業後、髙島屋に勤務。定年後はユニマットライフ顧問、鵜飼行政法務事務所所長、有限会社ユーアイシー代表取締役、株式会社恵水会取締役社長、特定非営利活動法人あけぼの会理事長、一般社団法人恵水会理事長、特定非営利活動法人健康倶楽部緑の会理事長、株式会社恵水会社長を務める。

## 略歴
- 平成13年、岐阜市長選挙立候補。[3]

## 所属
- 岐阜加納ロータリークラブ会員
- 岐阜県ユネスコ協会会員
- 短歌結社好日社同人
- 一宮チャーチル会会員
- 科学技術交流財団学術会員
- 日中友好協会会員
- 男性合唱団団員
- ぎふ滋賀県人会理事

## 著書
- 鵜飼武彦著　『岡本太郎と未来を拓く』　ユー・アイ・シー出版（出版文化社）　ISBN 978-4-88338-454-9
- 鵜飼武彦著　『甲賀忍者考』　ユー・アイ・シー出版（出版文化社）　ISBN 978-4-88338-655-0
- 鵜飼武彦著　『鹿深の風』　岐阜新聞社　　ISBN978-４-87797-304-9